# 3:47 EST
《3:47 EST》는 1976년 8월에 발매된 캐나다의 프로그레시브 록 그룹 클라투의 첫 번째 음반이다. 이 음반은 캐피틀 레코드에 의해 미국에서 발매되었을 때 《Klaatu》로 이름이 바뀌었다. 그리고 그 음반은 비틀즈크 록의 전형이다. 주노 후보 음반 커버는 클라투 멤버들의 친구인 캐나다 그래픽 아티스트 테드 존스가 그렸다.
음반 발매 후 클라투가 비밀리에 재결합한 비틀즈라는 소문이 퍼졌다. 이 음반은 비틀즈 소문으로 인해 미국에서 적당히 성공적이었다.
2011년 클라투의 인디 레코드 레이블인 '클라튠즈'에 고품질의 새롭게 리메이크된 음반이 발매되었다. 이번 발매와 함께, 〈Calling Occupants of Interplanetary Craft〉의 리마스터 버전을 위한 뮤직 비디오가 제작되었다.
| 전문가 평가            | 전문가 평가 |
| 평가 점수              | 평가 점수   |
| 출처                   | 점수        |
| ---------------------- | ----------- |
| Peter Kurtz, Allmusic  | [ 4 ]       |
| Dave Sleger, Allmusic  | [ 5 ]       |
| Mike DeGagne, Allmusic | [ 6 ]       |

## 제목의 기원
1951년 공상과학 영화 《지구 최후의 날》에서 외계인 모방범 클라투는 동부 표준시로 오후 3시 47분에 워싱턴 D.C.에 도착한다. 이 그룹의 소식지 1981년호에 따르면, "그 밴드의 멤버 중 한 명이 심사를 보았고, 클라투라는 캐릭터의 지구 도착 시간이 밴드 클라투의 데뷔 음반 제목이라는 적절함에 즉시 감명을 받았다"고 한다.

## 음악 스타일
올뮤직의 마이크 드가뉴는 이 음반을 소급하여 "약간의 프로그레시브 록의 느낌을 담고 있는 가볍고 조화로운 팝으로 이루어진 신나는 데뷔 음반"이라고 불렀다. 웹사이트의 데이브 슬레거는 "클라투는 비틀즈크 팝, 초기 퀸의 화려한 기타 록과 보컬 시어터, 그리고 웬디 카를로스가 개척한 전자 관현악 기법을 자주 교대로 하거나, 4분 내지 5분짜리 곡의 구조에 세 곡을 모두 참여시켰다"고 말했다.

## 곡 목록
| #  | 제목                                          | 작사·작곡                  | 재생 시간 |
| -- | --------------------------------------------- | -------------------------- | --------- |
| 1. | 〈Calling Occupants of Interplanetary Craft〉 | 존 윌로슈크, 테리 드레이퍼 | 7:14      |
| 2. | 〈California Jam〉                            | 윌로슈크, 디노 톰          | 3:01      |
| 3. | 〈Anus of Uranus〉                            | 디 롱                      | 3:16      |
| 4. | 〈Sub-Rosa Subway〉                           | 윌로슈크, 톰               | 4:36      |

| #  | 제목                            | 작사·작곡 | 재생 시간 |
| -- | ------------------------------- | --------- | --------- |
| 5. | 〈True Life Hero〉              | 롱        | 3:25      |
| 6. | 〈Doctor Marvello〉             | 윌로슈크  | 3:37      |
| 7. | 〈Sir Bodsworth Rugglesby III〉 | 윌로슈크  | 3:22      |
| 8. | 〈Little Neutrino〉             | 롱        | 8:25      |